# Pierre Alleene
Pierre César Alleene (Roubaix, 19 luglio 1909 – Perpignano, 1º agosto 1994) è stato un sollevatore francese campione europeo ad Essen nel 1933, che gareggiò nella categoria dei pesi medi.

## Carriera
Dopo aver svolto il servizio militare, si dedicò al sollevamento pesi, militando nell'Union Sociétaire Roubaisienne e nell'US Metro Paris. Fu campione francese dei pesi medi nel 1933 a Parigi e nel 1934 a Bourg-en-Bresse. Vinse il titolo europeo ad Essen nel 1933 sconfiggendo i tedeschi Rudolf Ismayr ed Eugen Jordan e partecipò ai Giochi olimpici di Berlino nel 1936, classificandosi all'ottavo posto.